# Chihuahuaïta
La chihuahuaïta és un mineral de la classe dels òxids que pertany al grup de la magnetoplumbita. Rep el nom per l'estat de Chihuahua, Mèxic. Originalment va ser anomenada hibonita-(Fe), rebatejada l'any 2020 com a part d'una nova nomenclatura del grup de la magnetoplumbita.

## Característiques
La chihuahuaïta és un òxid de fórmula química FeAl₁₂O19. Va ser aprovada com a espècie vàlida per l'Associació Mineralògica Internacional l'any 2009, sent publicada per primera vegada el 2010. Cristal·litza en el sistema hexagonal.
Segons la classificació de Nickel-Strunz, la chihuahuaïta pertany a «04.CC: Òxids amb relació Metall:Oxigen = 2:3, 3:5, i similars, amb cations de mida mitjana i gran» juntament amb els següents minerals: cromobismita, freudenbergita, grossita, clormayenita, yafsoanita, latrappita, lueshita, natroniobita, perovskita, barioperovskita, lakargiïta, megawita, loparita-(Ce), macedonita, tausonita, isolueshita, crichtonita, davidita-(Ce), davidita-(La), davidita-(Y), landauïta, lindsleyita, loveringita, mathiasita, senaïta, dessauïta-(Y), cleusonita, gramaccioliïta-(Y), diaoyudaoïta, hawthorneïta, hibonita, lindqvistita, magnetoplumbita, plumboferrita, yimengita, haggertyita, nežilovita, batiferrita, barioferrita, jeppeïta, zenzenita i mengxianminita.
L'exemplar que va servir per a determinar l'espècie, el que es coneix com a material tipus, es troba conservat al Museu Nacional d'Història Natural, l'Smithsonian, situat a Washington DC (Estats Units), amb el número de registre: usnm 7554.

## Formació i jaciments
Va ser descoberta al meteorit Allende, recollit a Pueblito de Allende, a l'estat de Chihuahua (Mèxic), en forma de cristalls aïllats dispersos, de la mida d'un micròmetre, dins d'un agregat d'hercynita. Aquest meteorit és l'únic indret de tot el planeta on ha estat descrita aquesta espècie mineral.